# Arthur Repsold Neto
Arthur Repsold Neto (Rio de Janeiro, 29 de junho de 1956) é um engenheiro e empresário brasileiro do mercado de eventos e gestão de centro de exposições. Foi presidente da GL events no Brasil por 12 anos até assumir, em 2018, a diretoria geral da empresa na América Latina. Foi responsável pela reformulação da Bienal do Livro do Rio de Janeiro.
O empresário é conselheiro das comissões de Turismo e Esportes da Associação Comercial do Rio.  Foi vice-presidente do Conselho Curador do Rio Convention & Visitors Bureau, de 2001 a 2007, e continuou como membro do Conselho da instituição até 2011, sendo representante titular da categoria Espaços para Congressos e Eventos. Nos anos de 1998 e 1999, presidiu a Associação Brasileira de Empresas de Eventos (ABEOC) no Estado do Rio de Janeiro.
Formado em engenharia elétrica pela Pontifícia Universidade Católica do Rio de Janeiro (PUC-Rio), atuou em projetos de construção de subestações e linhas de transmissão de energia no Brasil. Em paralelo, começou a investir em negócios próprios na década de 1980 e década de 1990, como academias de ginástica, confecção de roupas e eventos esportivos. Começou a colaborar com a irmã Andréia Repsold na Fag Eventos. Em 1992, tornaram-se sócios e, em 1996, a empresa passou a se chamar Fagga Eventos, mudando o foco para a realização de feiras e eventos corporativos, entre eles a Bienal do Livro do Rio de Janeiro.
Em 2006, com a venda da Fagga para o grupo francês GL events, Arthur Repsold assumiu a presidência da multinacional no Brasil. Naquele ano, a subsidiária francesa venceu a disputa pela gestão do Riocentro, assumindo a operação do centro de convenções na Barra da Tijuca por 50 anos.
Em 2007, o grupo já sob a sua liderança no país ganhou a licitação para administrar a Arena Multiuso da Barra da Tijuca, construída para os Jogos Pan-Americanos de 2007. Rebatizado de HSBC Arena, primeiramente, o espaço passou a se chamar Jeunesse Arena, após o último acordo de direitos de nome em 2017.

Em 2018, Arthur Repsold foi anunciado como diretor geral da GL events na América Latina.